# Cyclophora acritophyrta
Anisodes acritophyrta là một loài bướm đêm trong họ Geometridae.